# Västsaharas president
Med Västsaharas president avses här presidenten för Sahariska Arabiska Demokratiska Republiken (SADR), en stat utropad 1976 av den västsahariska befrielserörelsen Front Polisario. Västsahara är dock fortfarande till största delen ockuperat av Marocko, i strid mot folkrätten, varför presidenten med övriga statsledningen huvudsakligen befinner sig i exil, i de västsahariska flyktinglägren i Tindouf i Algeriet.
Efter  en ändring av konstitutionen 1982, är Polisarios generalsekreterare även SADR:s president. Generalsekreteraren, tillika presidenten, väljs liksom övriga ledningen för Polisario, Nationella sekretariatet, inför varje mandatperiod på Polisarios Allmänna folkkongress med omkring 1400 – 2100 valda delegater.
Kopplingen mellan Polisario och staten, SADR, ska enligt konstitutionen dock bara finnas kvar tills man har en självständig stat inom Västsaharas hela område, varefter konstitutionens föreskrivna maktdelning och parlamentariska demokrati ska gälla.

## Presidenter sedan 1982
Mellan 1982 och fram till sin död 2016 var Mohamed Abdelaziz president för SADR. Han var även Polisarios generalsekreterare från augusti 1976.
Tills val av efterträdare gjorts, var nationalrådets talman Khatri Adduh tillförordnad generalsekreterare och president.
Den 9 juli 2016 valdes Brahim Ghali till ny president och generalsekreterare.

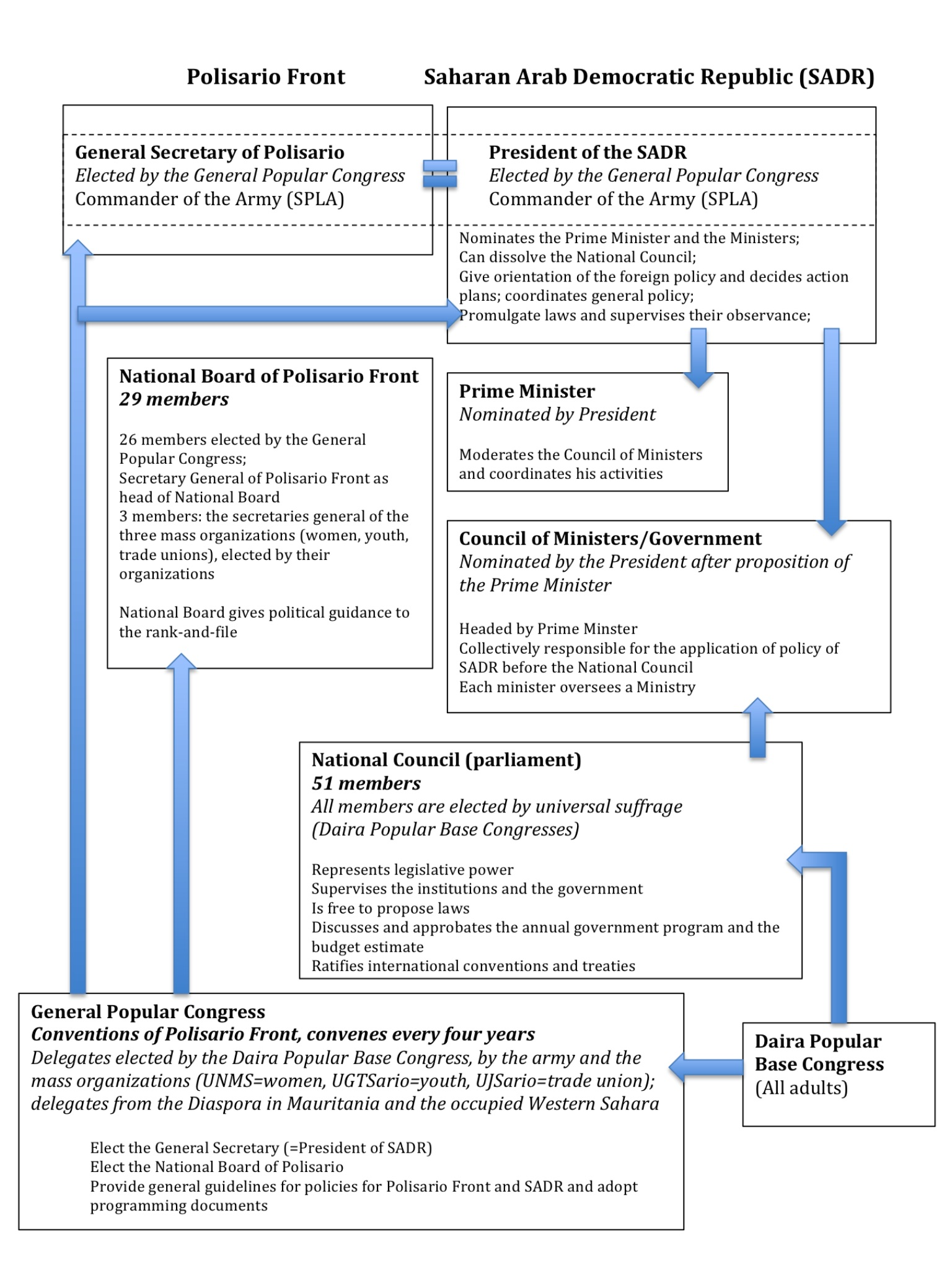
Polisarios och SADR:s nuvarande politiska system i översikt